# 황금시대 (2014년 영화)
《황금시대》(중국어: 黄金时代)는 2014년 공개된 중국의 영화로, 중화민국 시기의 중국의 소설가인 샤오홍의 생애를 다루었다. 중화인민공화국의 영화 감독인 허안화가 감독을 맡았고, 영화 배우인 탕웨이가 주연을 맡았다.

## 등장 인물

### 주연
- 탕웨이 : 샤오홍 역
- 풍소봉 : 사오쥔 역

### 출연
- 왕즈원 : 루쉰 역
- 주아문 : 단목홍량 역
- 원천 : 매지 역
- 전원 : 백량 역
- 딩자리 : 허광평 역
- 왕천원 : 섭감노 역
- 사일 : 서군 역
- 장역 : 장석금 역
- 풍뢰 : 호풍 역
- 원문강 : 왕은갑 역
- 진원말 : 금검소 역
- 왕쯔이 : 장매림 역
- 장자이 : 주경문 역
- 왕징춘 : 집주인 노황 역
- 양설 : 허월화 역
- 초강 : 황원 역
- 장보 : 왕은갑 형 역
- 장요 : 주영 역
- 왕카이 : 근이 역